# Jiegou, Henan
Jiegou (kinesiska: 界沟, 界沟乡) är en socken i Kina. Den ligger i provinsen Henan, i den centrala delen av landet, omkring 66 kilometer nordväst om provinshuvudstaden Zhengzhou.
Genomsnittlig årsnederbörd är 638 millimeter. Den regnigaste månaden är juli, med i genomsnitt 164 mm nederbörd, och den torraste är december, med 4 mm nederbörd.